# Ниситани, Тайдзи
Тайдзи Ниситани (яп. 西谷泰治; род. 1 февраля 1981 в Хиросиме, Япония) — бывший японский профессиональный шоссейный и трековый велогонщик. Чемпион Японии 2009 года в шоссейной групповой гонке. Всю карьеру провел за японскую континентальную команду «Aisan Racing Team», в 2015 году став её спортивным директором.

## Достижения

### Шоссе
2003
Тур Хоккайдо
1-й Пролог & Этап 2
2004
Тур Хоккайдо
1-й Пролог, Этапы 2 & 3
2005
4-й Тур Южно-Китайского моря
4-й Тур Китая
2006
1-й  Тур Хоккайдо
1-й Этап 3
7-й Тур Окинавы
2007
1-й Этап 2 Тур Хоккайдо
Чемпионат Японии
2-й  Индивидуальная гонка
4-й Тур Южно-Китайского моря
1-й Этапы 6 & 8
7-й Кубок Японии
2008
1-й Этап 3 Тур Восточной Явы
1-й Этап 6 Тур Хоккайдо
Чемпионат Японии
2-й  Индивидуальная гонка
5-й Тур Тайваня
10-й Кубок Японии
10-й Тур Японии
2009
Чемпионат Японии
1-й  Групповая гонка
1-й Этап 6 Джелаях Малайзия
1-й Этап 3b Тур Сингкарака
Чемпионат Японии
3-й  Индивидуальная гонка
5-й Тур Тайваня
6-й Тур Хоккайдо
2010
1-й Этап 4 Тур Лангкави
1-й Пролог Тур Хоккайдо
3-й Тур Кореи
4-й Кубок Японии
5-й Тур Южно-Китайского моря
2011
1-й Этап 8 Тур Тайваня
2-й Кубок Японии
2-й Тур Окинавы
3-й Тур Кумано
1-й Этап 3
2012
1-й Этап 4 Тур Китая I
Тур Японии
1-й  Очковая классификация
1-й Этап 6
4-й Тур Тайваня
Чемпионат Азии
3-й  Групповая гонка
7-й Индивидуальная гонка
Чемпионат Японии
3-й  Индивидуальная гонка
2013
Тур Японии
1-й Пролог & Этап 6
7-й Тур Кореи
8-й Критериум Сайтамы
8-й Тур Восточной Явы
9-й Кубок Японии
2014
1-й Этап 6 Тур Таиланда

### Трек
2003
3-й  Гонка по очкам, Чемпионат Азии
3-й  Командное преследование, Чемпионат Азии
2004
2-й  Мэдисон, Чемпионат Азии
3-й  Командное преследование, Чемпионат Азии
2005
3-й  Командное преследование, Чемпионат Азии
2006
2-й  Гонка преследования, Азиатские игры
2011
3-й  Мэдисон, Чемпионат Азии
3-й  Командное преследование, Чемпионат Азии